# Estigmene lemniscata
Estigmene lemniscata är en fjärilsart som beskrevs av William Lucas Distant 1898. Estigmene lemniscata ingår i släktet Estigmene och familjen björnspinnare. Inga underarter finns listade i Catalogue of Life.